# کلاغ جامائیکا
کلاغ جامائیکا(نام علمی: Corvus jamaicensis) نام یک گونه از سرده کلاغ است.